# Hmelivka, Tetiiv
Hmelivka (în ucraineană Хмелівка) este un sat în comuna Kliukî din raionul Tetiiv, regiunea Kiev, Ucraina.

## Demografie
Componența lingvistică a localității Hmelivka
     Ucraineană (99,75%)
     Alte limbi (0,25%)
Conform recensământului din 2001, majoritatea populației localității Hmelivka era vorbitoare de ucraineană (99,75%), existând în minoritate și vorbitori de alte limbi.